# Gran Premio motociclistico della Malesia
Il Gran Premio motociclistico della Malesia è una delle prove che compongono il motomondiale e si svolge dal 1991. Fino al 1997 si svolse sul circuito di Shah Alam, nel 1998 sul circuito di Johor e dal 1999 a Sepang.

## Storia
La prima edizione di questo GP era stata inserita come prova conclusiva del motomondiale del 1991 il 29 settembre; a quel punto i titoli delle varie classi erano però già stati matematicamente assegnati e, forse anche per questo motivo, oltre che per l'assenza di vari piloti infortunati, si registrò un numero piuttosto ridotto di partecipanti rispetto ai gran premi precedenti della stessa stagione.
Nelle edizioni successive la data del gran premio venne invece portata a fine marzo-inizio aprile e faceva parte delle prime gare della stagione.
I piloti con il maggior numero di vittorie sono: Valentino Rossi con 7, seguito da Max Biaggi, Mick Doohan e Dani Pedrosa con 5. Tra le case costruttrici il record di vittorie è appannaggio della Honda con 33 successi.
Nell'edizione 2011 perde la vita, in un incidente durante il secondo giro, il pilota italiano Marco Simoncelli. Proprio il decesso di Simoncelli spinse gli organizzatori ad annullare la gara della classe MotoGP.
Le edizioni 2020 e 2021 sono state cancellate a causa della pandemia di COVID-19.

## Albo d'oro
| Anno | Circuito      | Classe 125                    | Classe 250                   | Classe 500                 | -                          | Resoconto     |
| ---- | ------------- | ----------------------------- | ---------------------------- | -------------------------- | -------------------------- | ------------- |
| 1991 | Shah Alam     | Loris Capirossi (Honda)       | Luca Cadalora (Honda)        | John Kocinski (Yamaha)     |                            | Resoconto     |
| 1992 | Shah Alam     | Alessandro Gramigni (Aprilia) | Luca Cadalora (Honda)        | Michael Doohan (Honda)     |                            | Resoconto     |
| 1993 | Shah Alam     | Dirk Raudies (Honda)          | Nobuatsu Aoki (Honda)        | Wayne Rainey (Yamaha)      |                            | Resoconto     |
| 1994 | Shah Alam     | Noboru Ueda (Honda)           | Max Biaggi (Aprilia)         | Michael Doohan (Honda)     |                            | Resoconto     |
| 1995 | Shah Alam     | Garry McCoy (Honda)           | Max Biaggi (Aprilia)         | Michael Doohan (Honda)     |                            | Resoconto     |
| 1996 | Shah Alam     | Stefano Perugini (Aprilia)    | Max Biaggi (Aprilia)         | Luca Cadalora (Honda)      |                            | Resoconto     |
| 1997 | Shah Alam     | Valentino Rossi (Aprilia)     | Max Biaggi (Honda)           | Michael Doohan (Honda)     |                            | Resoconto     |
| 1998 | Johor         | Noboru Ueda (Honda)           | Tetsuya Harada (Aprilia)     | Michael Doohan (Honda)     |                            | Resoconto     |
| 1999 | Sepang        | Masao Azuma (Honda)           | Loris Capirossi (Honda)      | Kenny Roberts Jr (Suzuki)  |                            | Resoconto     |
| 2000 | Sepang        | Roberto Locatelli (Aprilia)   | Shin'ya Nakano (Yamaha)      | Kenny Roberts Jr (Suzuki)  |                            | Resoconto     |
| 2001 | Sepang        | Yōichi Ui (Derbi)             | Daijirō Katō (Honda)         | Valentino Rossi (Honda)    |                            | Resoconto     |
| Anno | Circuito      | Classe 125                    | Classe 250                   | MotoGP                     | -                          | Resoconto     |
| 2002 | Sepang        | Arnaud Vincent (Aprilia)      | Fonsi Nieto (Aprilia)        | Max Biaggi (Yamaha)        |                            | Resoconto     |
| 2003 | Sepang        | Daniel Pedrosa (Honda)        | Toni Elías (Aprilia)         | Valentino Rossi (Honda)    |                            | Resoconto     |
| 2004 | Sepang        | Casey Stoner (KTM)            | Daniel Pedrosa (Honda)       | Valentino Rossi (Yamaha)   |                            | Resoconto     |
| 2005 | Sepang        | Thomas Lüthi (Honda)          | Casey Stoner (Aprilia)       | Loris Capirossi (Ducati)   |                            | Resoconto     |
| 2006 | Sepang        | Álvaro Bautista (Aprilia)     | Jorge Lorenzo (Aprilia)      | Valentino Rossi (Yamaha)   |                            | Resoconto     |
| 2007 | Sepang        | Gábor Talmácsi (Aprilia)      | Hiroshi Aoyama (KTM)         | Casey Stoner (Ducati)      |                            | Resoconto     |
| 2008 | Sepang        | Gábor Talmácsi (Aprilia)      | Álvaro Bautista (Aprilia)    | Valentino Rossi (Yamaha)   |                            | Resoconto     |
| 2009 | Sepang        | Julián Simón (Aprilia)        | Hiroshi Aoyama (Honda)       | Casey Stoner (Ducati)      |                            | Resoconto     |
| Anno | Circuito      | Classe 125                    | Moto2                        | MotoGP                     | -                          | Resoconto     |
| 2010 | Sepang        | Marc Márquez (Derbi)          | Roberto Rolfo (Suter)        | Valentino Rossi (Yamaha)   |                            | Resoconto     |
| 2011 | Sepang        | Maverick Viñales (Aprilia)    | Thomas Lüthi (Suter)         | Annullata                  |                            | Resoconto     |
| Anno | Circuito      | Moto3                         | Moto2                        | MotoGP                     | -                          | Resoconto     |
| 2012 | Sepang        | Sandro Cortese (KTM)          | Alex De Angelis (FTR)        | Daniel Pedrosa (Honda)     |                            | Resoconto     |
| 2013 | Sepang        | Luis Salom (KTM)              | Esteve Rabat (Kalex)         | Daniel Pedrosa (Honda)     |                            | Resoconto     |
| 2014 | Sepang        | Efrén Vázquez (Honda)         | Maverick Viñales (Kalex)     | Marc Márquez (Honda)       |                            | Resoconto     |
| 2015 | Sepang        | Miguel Oliveira (KTM)         | Johann Zarco (Kalex)         | Daniel Pedrosa (Honda)     |                            | Resoconto     |
| 2016 | Sepang        | Francesco Bagnaia (Mahindra)  | Johann Zarco (Kalex)         | Andrea Dovizioso (Ducati)  |                            | Resoconto     |
| 2017 | Sepang        | Joan Mir (Honda)              | Miguel Oliveira (KTM)        | Andrea Dovizioso (Ducati)  |                            | Resoconto     |
| 2018 | Sepang        | Jorge Martín (Honda)          | Luca Marini (Kalex)          | Marc Márquez (Honda)       |                            | Resoconto     |
| 2019 | Sepang        | Lorenzo Dalla Porta (Honda)   | Brad Binder (KTM)            | Maverick Viñales (Yamaha)  |                            | Resoconto     |
| 2020 | Non disputato | Non disputato                 | Non disputato                | Non disputato              | Non disputato              | Non disputato |
| 2021 | Non disputato | Non disputato                 | Non disputato                | Non disputato              | Non disputato              | Non disputato |
| 2022 | Sepang        | John McPhee (Husqvarna)       | Tony Arbolino (Kalex)        | Francesco Bagnaia (Ducati) |                            | Resoconto     |
| Anno | Circuito      | Moto3                         | Moto2                        | MotoGP                     | MotoGP                     | Resoconto     |
| Anno | Circuito      | Moto3                         | Moto2                        | Sprint                     | Gara                       | Resoconto     |
| 2023 | Sepang        | Collin Veijer (Husqvarna)     | Fermín Aldeguer (Boscoscuro) | Álex Márquez (Ducati)      | Enea Bastianini (Ducati)   | Resoconto     |
| 2024 | Sepang        | David Alonso (CFMoto)         | Celestino Vietti (Kalex)     | Jorge Martín (Ducati)      | Francesco Bagnaia (Ducati) | Resoconto     |